# Емліхгайм
Емліхгайм (нім. Emlichheim) — громада в Німеччині, розташована в землі Нижня Саксонія. Входить до складу району Графство Бентгайм. Столиця  об'єднання громад Емліхгайм.
Площа — 48,52 км2. Населення становить 7441 ос. (станом на 31 грудня 2021).

## Галерея

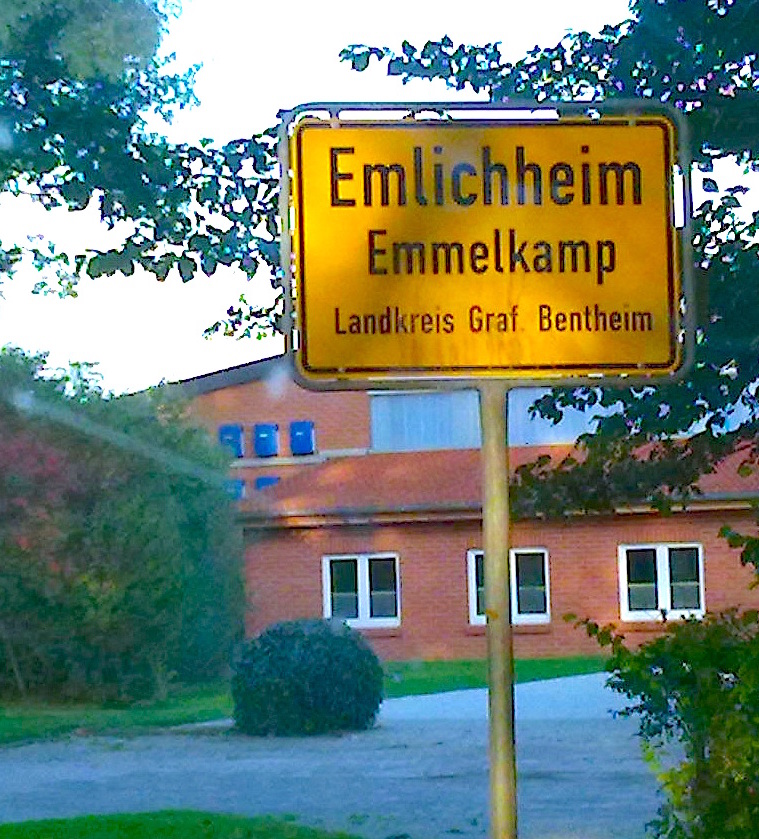
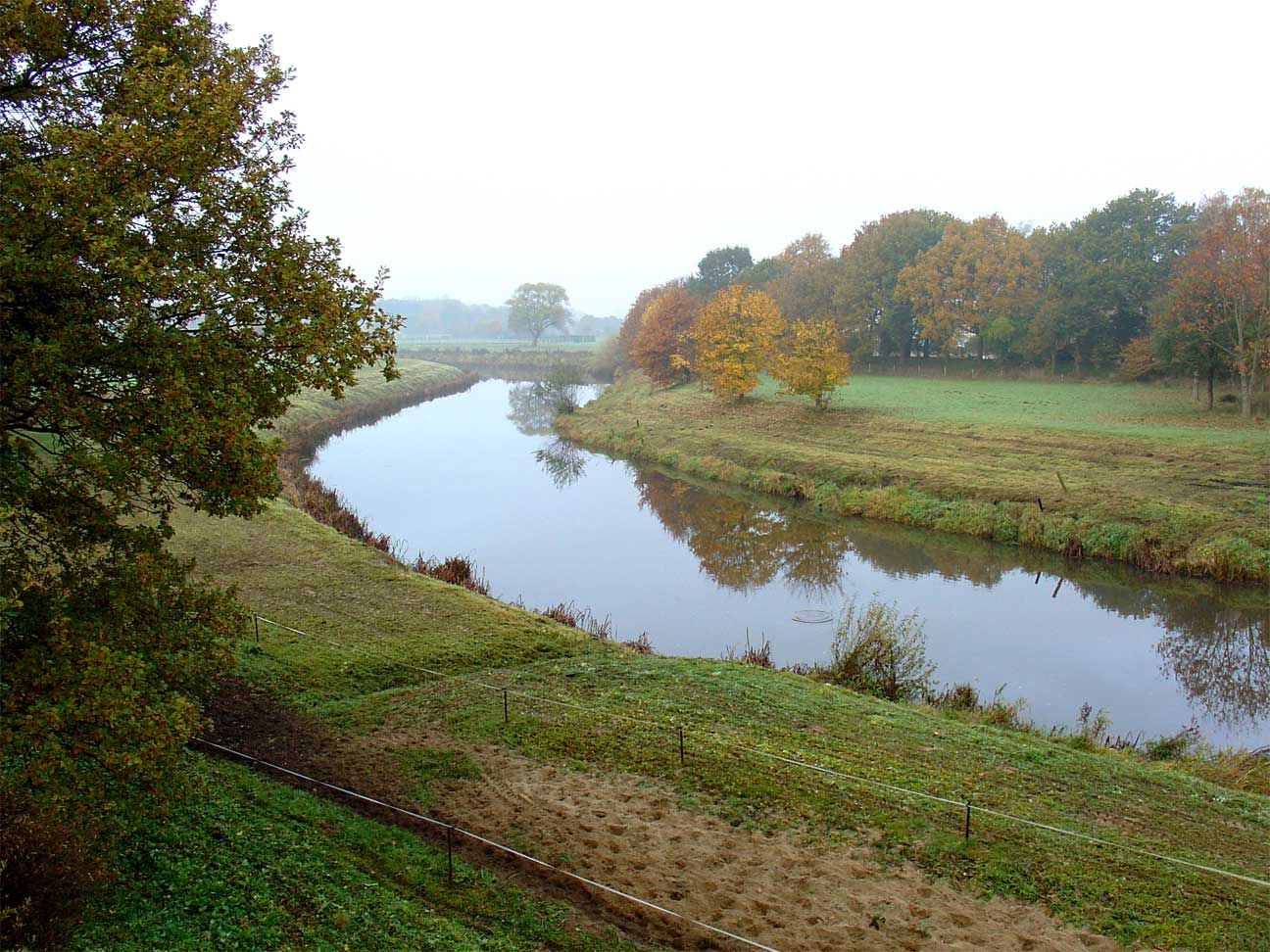
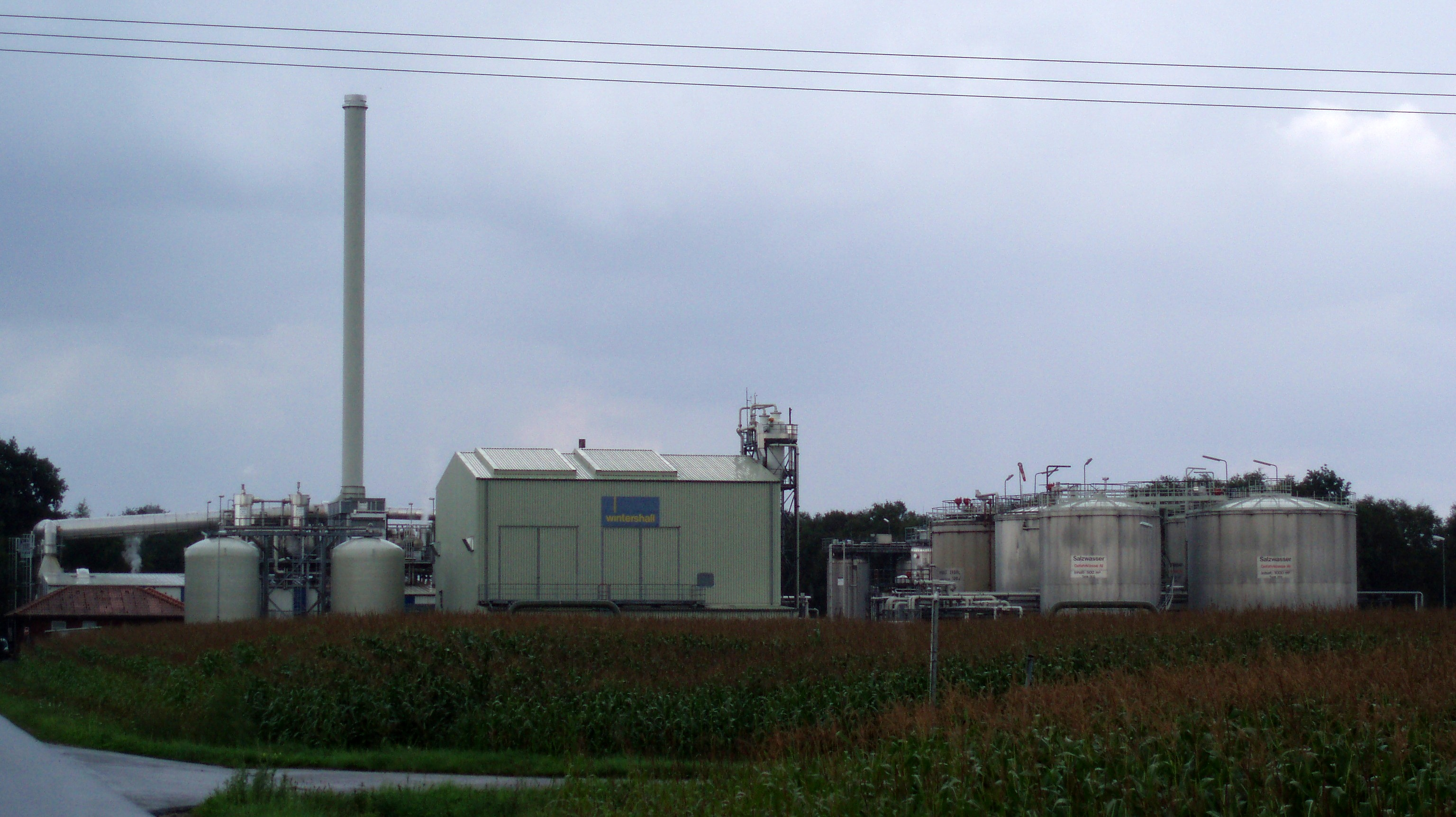
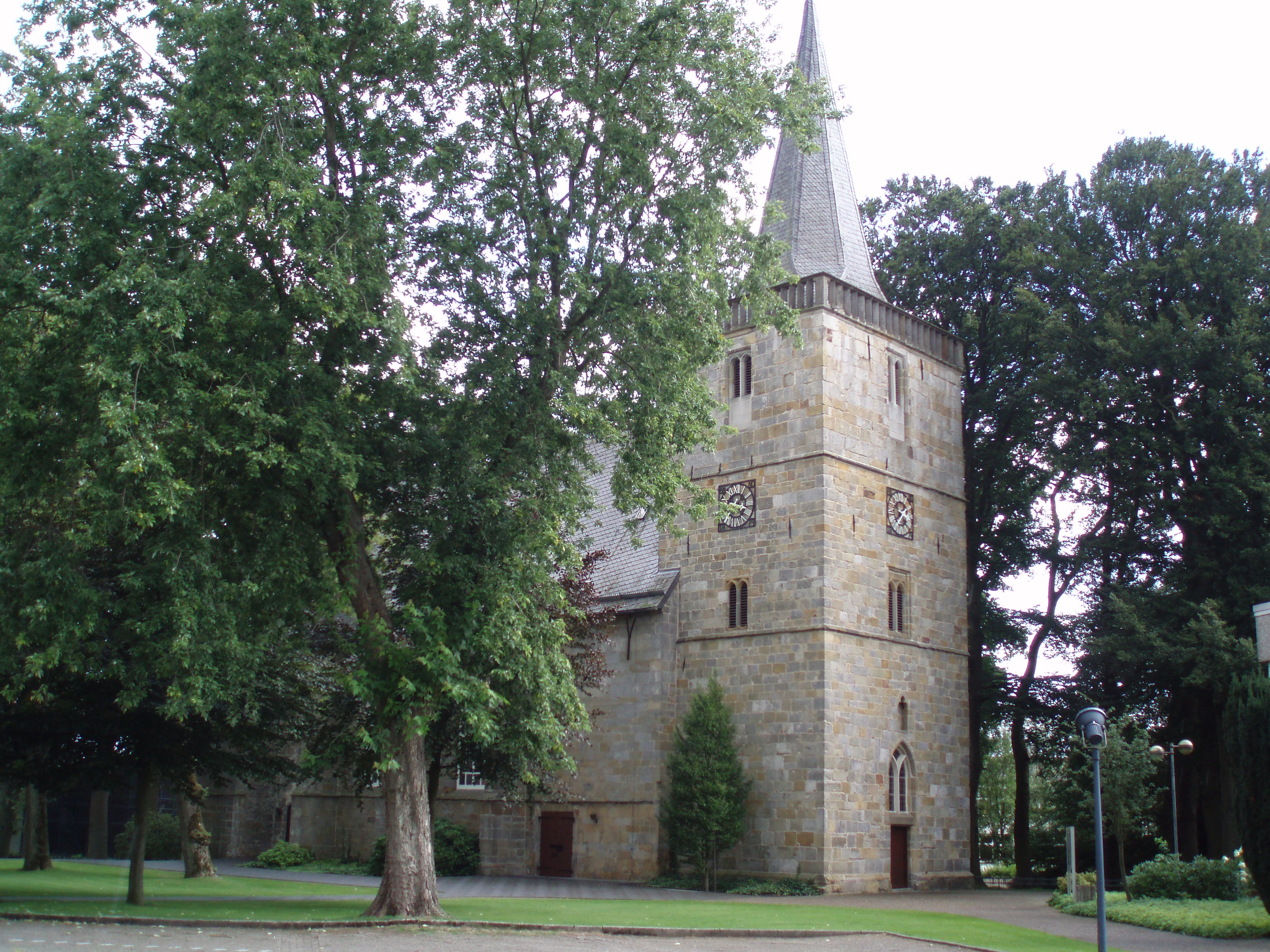
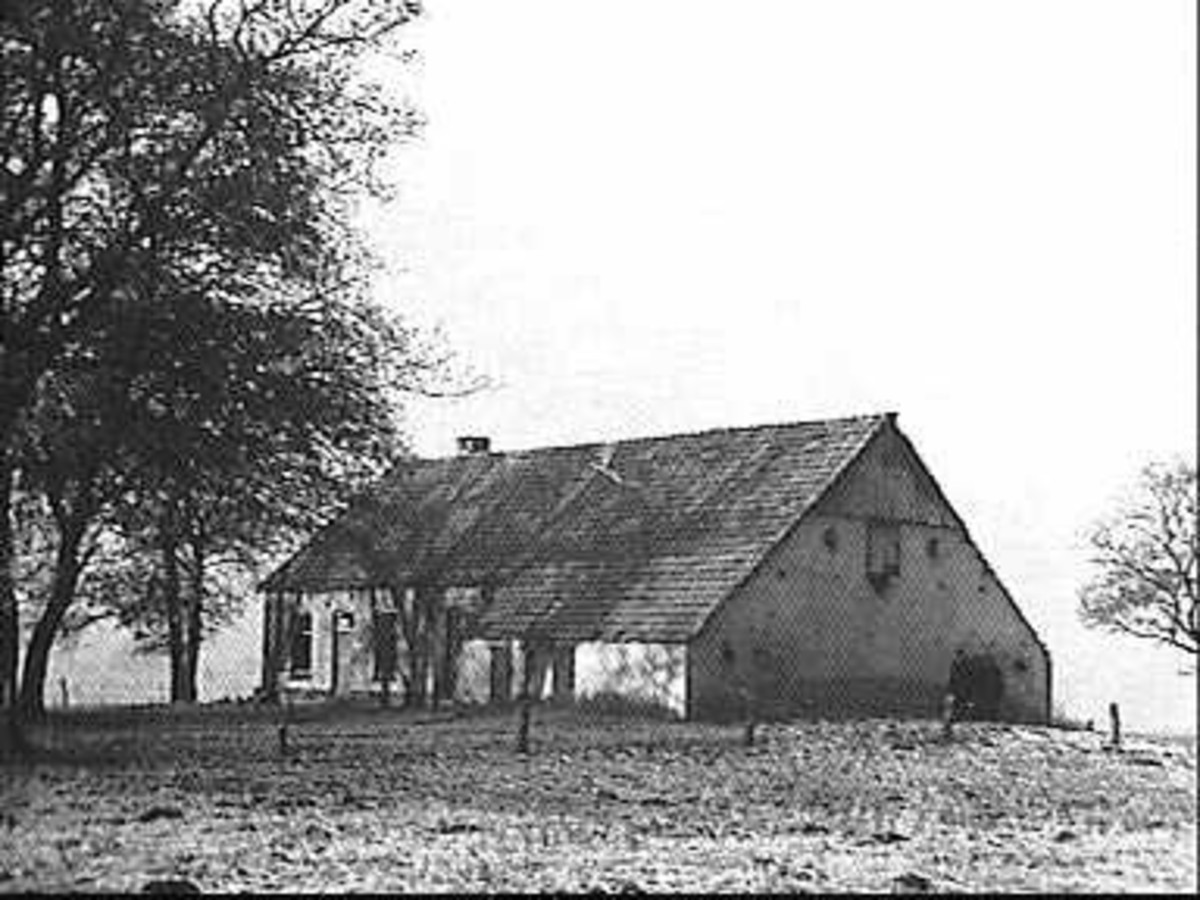